# Ласкавець серполистий
Ласкавець серполистий, ласкавець серповидний (Bupleurum falcatum) — вид рослин з родини окружкових (Apiaceae), поширений у Європі крім півночі й у західній Азії.

## Опис
Багаторічна рослина, 20–80 см заввишки. Прикореневі листки порівняно широкі, від яйцеподібно-еліптичних до майже округлих; стеблові листки від лінійних і ланцетних до округло-яйцеподібних. Зонтики з 5–7 променями; обгортка з 3–5 листочків. Зонтички 10–15-квіткові; кільця зонтичків з 5–6 листочків, 2.5–3 мм довжиною і ≈ 1 мм шириною, трохи перевищують зонтички під час цвітіння. Квітки ≈ 3 мм довжиною.

## Поширення
Поширений у Європі крім півночі й у західній Азії — Синай, Туреччина, можливо, Кавказ.
В Україні вид зростає на схилах, особливо вапнякових, серед чагарників, на гірських луках; росте групами — на б. ч. території, крім Карпат і Полісся, в Закарпатті в Мармарошській улоговині (околиці с. Вишково; Вулканічні Карпати), в Криму тільки на схилах яйли і прияйлінській частині південного схилу Головного пасма, зрідка.